# Paul Johann Anselm von Feuerbach
Pour les articles homonymes, voir Feuerbach.
Le chevalier (Ritter) Paul Johann Anselm von Feuerbach (né le 14 novembre 1775  à Hainichen près d'Iéna, mort le 29 mai 1833 à Francfort-sur-le-Main), chevalier de la couronne de Bavière et de Wurtemberg, est un criminaliste allemand. Il est surtout connu pour avoir été au centre de l'affaire Kaspar Hauser, du nom de cet enfant mystérieux surnommé « l'orphelin de l'Europe » et fut le premier à émettre l'hypothèse qu'il pouvait s'agir du fils de Stéphanie de Beauharnais, grande-duchesse de Bade et fille adoptive de l'empereur Napoléon Ier. De nos jours, l'énigme reste entière.

## Biographie
Il était fils d'un avocat. Après s'être fait connaître par des Recherches sur le crime de haute trahison et sur la Révision des principes du droit criminel relative au principe de légalité en droit pénal, il ouvrit en 1799 des cours à léna, fut nommé en 1801 professeur de l'université de cette ville, enseigna aussi à Kiel, puis à Landshut en électorat de Bavière, se fixa dans ce dernier pays, et devint conseiller intime et président de la Cour d'appel d'Anspach.
On a de lui un Manuel du droit criminel, Giessen, 1801, ouvrage classique sur la matière.
Il rédigea en 1813 un Nouveau Code pénal, qui fut adopté pour le royaume de Bavière et servit de base aux codes du royaume de Wurtemberg et de plusieurs autres États (il a été traduit en français, par Charles Vatel, 1852).
Feuerbach est un des chefs de l'école des rigoristes, qui s'attachent à la lettre de la loi, ne laissant rien à l'arbitraire du juge. Il fonde la législation criminelle sur une sorte d'intimidation qu'il appelle contrainte psychologique.
Feuerbach est mort peut-être d'empoisonnement lors d'un voyage à Francfort ; il aurait été victime selon les membres de sa famille, de ses révélations dans l'affaire Kaspar Hauser. Il est enterré au cimetière principal de Francfort.

## Descendance

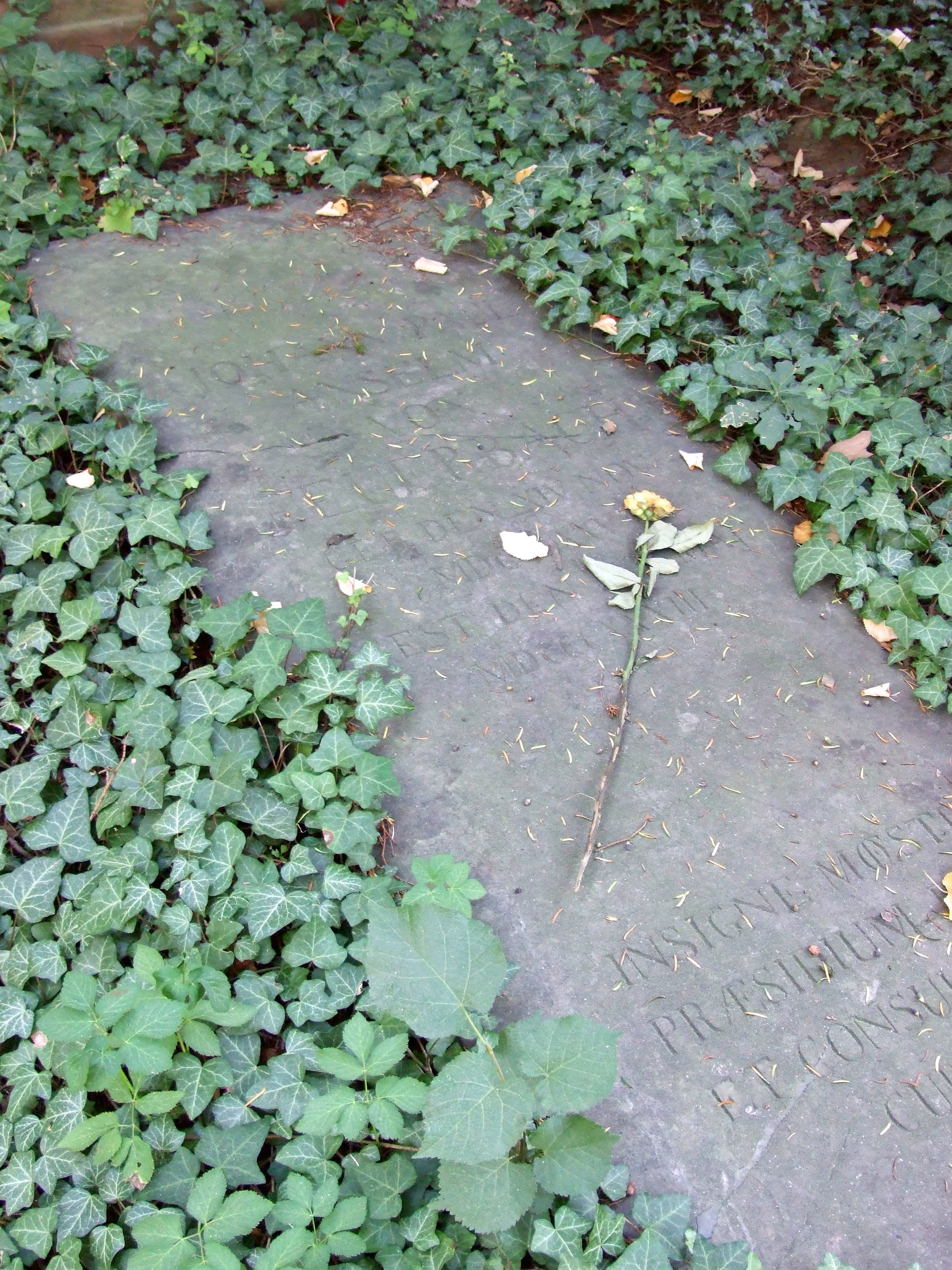
Tombe de Feuerbach à Francfort-sur-le-Main

- Joseph Anselm Feuerbach (1798-1851), archéologue et philologue ;
- Karl Wilhelm Feuerbach (1800-1834), mathématicien ;
- Eduard August Feuerbach (de) (1803-1843) ;
- Ludwig Andreas Feuerbach (1804-1872), philosophe et anthropologue ;
- Friedrich Feuerbach (de) (1806-1880), philosophe et philologue.

Il est le grand-père du peintre Anselm Feuerbach et le grand-oncle du baron Louis de Wecker, célèbre ophtalmologue.

## Publications
- Philosophisch-juridische Untersuchung über das Verbrechen des Hochverraths, Erfurt, Henning, 1798
- Anti-Hobbes, oder Ueber die Grenzen der höchsten Gewalt und das Zwangsrecht der Bürger gegen den Oberherrn, Erfurt, Henning, 1798
- Ueber Philosophie und Empirie in ihren Verhältnisse zur positiven Rechtswissenschaft, Landshut, J. Attenkofer, 1804
- Ueber die Unterdrückung und Wiederbefreiung Europens, Munich, M. S. Stöger, 1813
- Kaspar Hauser, Beispiel eines Verbrechens am Seelenleben des Menschen, von Anselm Ritter von Feuerbach, Ansbach, J. M. Dollfuss, 1832

- Lehrbuch des gemeinen in Deutschland gültigen peinlichen Rechts, Giessen, G. F. Heyer, 1836
- Merkwürdige Criminal-Rechtsfälle, vorgetragen und herausgegeben, Giessen, B. C. Ferber, 1839
- Lehrbuch des gemeinen in Deutschland gültigen peinlichen Rechts, Giessen, G. F. Heyer, 1840